# Sumbu Kalambay
Sumbu „Patrizio“ Kalambay (* 10. April 1956 in Lubumbashi, Zaire, heute Demokratische Republik Kongo) ist ein ehemaliger italienischer Boxer kongolesischer Herkunft.

## Karriere
Kalambay bestritt als Amateur 95 Kämpfe mit 90 Siegen und fünf Niederlagen. 1980 wurde er in Italien Profi. Seinen dritten Profikampf verlor er nach Punkten, im vierten boxte er nur unentschieden. Danach gelang ihm bis 1985 eine Serie von 32 Siegen in Folge, bis er in den USA gegen den späteren WBC-Titelträger Duane Thomas verlor.
Im Dezember desselben Jahres verlor er einen Europameisterschaftskampf gegen den Rechtsausleger Ayub Kalule nach Punkten, beide waren dabei am Boden.
Doch im zweiten Versuch konnte im Mai 1987 dem in 38 Kämpfen ungeschlagenen, klar favorisierten englischen Rechtsausleger Herol Graham, der auch Kalule ausgeknockt hatte, auswärts den EM-Titel entreißen.
In seinem nächsten Kampf boxte er am 23. Oktober 1987 gegen Iran Barkley um die vakante WBA-Weltmeisterschaft und gewann den Titel über 15 Runden nach Punkten.
In seiner ersten Titelverteidigung schlug er dann auch noch sensationell den unbesiegten Halbmittelgewichtsstar Mike McCallum.
Nach zwei weiteren Siegen wurde ihm am grünen Tisch der WM-Gürtel aberkannt und er reiste in die USA, um Michael Nunn, wieder ein Rechtsausleger, für die IBF-Krone herauszufordern. Der eher durchschnittlich schlagkräftige Nunn war auf dem Höhepunkt seines Leistungsvermögens und schaffte es mit dem „KO des Jahres“ (laut Ring Magazine) gleich in der ersten Runde, Kalambay zu überraschen.
1990 gewann er erneut die Europameisterschaft, die er in den folgenden Jahren noch mehrfach verteidigte, unter anderen in einem erneuten Duell gegen Herol Graham (sehr umstrittener Sieg in Italien) und den Iren Steve Collins. Im Rückkampf gegen McCallum um den WBA-Titel verlor er im April 1991 in Monaco nach Punkten.
Nach einer K.-o.-Niederlage 1993 gegen Chris Pyatt im Kampf um den WBO-Titel beendete er seine Karriere. Heute ist er der Trainer von Paolo Vidoz.